# Sima Marković (voïvode)
Pour les articles homonymes, voir Sima Marković.
Simeon "Sima" Marković (en serbe cyrillique : Сима Марковић ; né en 1768 à Veliki Borak et mort en 1817 à Belgrade) était un prince (knez) et un voïvode du Premier soulèvement serbe contre les Ottomans.

## Biographie
Sima Marković fut membre et président du Praviteljstvujušči sovjet serbski, le premier gouvernement de la Serbie en rébellion contre les Turcs. En 1817, il fut impliqué avec Pavle Cukić dans un coup d'État contre le prince Miloš Obrenović ; arrêté et condamné, il fut exécuté dans la forteresse de Belgrade.